# كأس السوبر الأندوري 2014
بطولة كأس السوبر الأندوري 2014 هي النسخة الثانية عشر من بطولة كأس السوبر الأندوري ، لعب يوم 14 سبتمبر 2014 في أيكسوفال ، بين فريق سانتا كولوما الفائز بالدوري وفريق سانت الفائز بكأس أندورا. وقد انتهت المباراة بفوز سانت بالمباراة بنتيجة 1–0 بعد الوقت الإضافي نتيجة انتهاء الوقت الأصلي بالتعادل السلبي بين الفريقين ، ليحصد لقبه الخامس في تاريخ البطولة.

## التفاصيل
| سانتا كولوما | 0–1 | سانت                       |
| ------------ | --- | -------------------------- |
|              |     | فابيو 106' (بالقدم اليسرى) |